# イザベル・マリア・デ・アルカンタラ・ブラジレイラ
イザベル・マリア・デ・アルカンタラ・ブラジレイラ（Isabel Maria de Alcântara Brasileira, duquesa de Goiás, 1824年5月3日 - 1898年11月23日）は、帝政期ブラジルの女性貴族。ゴイアス公爵夫人（女公爵）。ブラジル皇帝ペドロ1世とその妾サントス侯爵夫人の間の最初の非嫡出子。

## 生涯
イザベルはペドロ1世の大勢の庶子の中で、父帝より公式に嫡出追認を受けることの出来た唯一の子である。1826年5月24日、2歳のときにゴイアス公爵夫人の爵位と殿下の敬称（ただし帝室の殿下より下位）、およびドナの尊称を以て名を呼ばれる特権を認められた。
ペドロ1世はイザベルを正妃レオポルディナ皇后の生んだ皇子女と同格に扱うことを望み、嫡出子たちと同じく彼女にも近衛軍からの歓呼を受ける特権などを認めさせた。さらに爵位に応じてイザベルにゴイアス州の摂政役を務めさせた。父帝はさらに、イザベルをサン・クリストヴァン宮殿で嫡出子たちと一緒に育てようと考えたが、これは皇后の反対に遭い断念した。
1829年に母が皇帝の失寵で追放されると、パリのサクレ＝クール寄宿学校に預けられた。1831年、父が退位してパリに移住すると、イザベルは父の後妻アメリア皇后と良好な関係を築き、前皇帝夫妻と親しんだ。翌1832年、前皇帝夫妻はポルトガルに向かったが、イザベルは置いていかれた。1834年父が死ぬと、遺言に基づきその個人財産の一部を分与された。以後は、パリ駐在ブラジル大使ヘゼンデ侯爵及び継母アメリア皇后の世話を受けて育てられた。
1843年4月17日、ミュンヘンでドイツ・バイエルン王国の貴族エルンスト・フィッシュラー・フォン・トロイベルク伯爵（1810年 - 1867年）と結婚し、外国人との婚姻に伴いブラジルにおける爵位・栄典を喪失した。結婚は継母アメリアのお膳立てで成立したもので、夫はホーエンツォレルン＝ジグマリンゲン侯女マリア・クレセンティアの一人息子であり、アメリア皇后と縁続きであった。以後、イザベルは婚家の所有するホルツェン城で暮らした。

## 子孫
夫との間に4人の子があった（家名には伯爵位が付帯する）。
- マリア・アマーリア・フィッシュラー・フォン・トロイベルク（1844–1919）
- フェルディナント・フィッシュラー・フォン・トロイベルク（1845–1897） - ロジーネ・フォン・ポーシンガーと結婚
  - エルンスト・ルートヴィヒ・フィッシュラー・フォン・トロイベルク（1874–1950） - ヘッタ・フォン・カウフマン＝アッサーと結婚
    - フランツ・フリードリヒ・フィッシュラー・フォン・トロイベルク（1907–1982）、俳優・演出家
    - ビアンカ・フィッシュラー・フォン・トロイベルク（1913–1984） - レーヴェンシュタイン＝ヴェルトハイム＝フロイデンベルク侯子レオポルトと結婚
      - ルパート・ローウェンスタイン（1933–2014）、ローリング・ストーンズの財務マネージャー
- アウグスタ・マリア・フィッシュラー・フォン・トロイベルク（1846–1909） - マクシミリアン・テンツル・フォン・トラッツベルク男爵と結婚
- フランツ・クサーヴァー・フィッシュラー・フォン・トロイベルク（1855–1933） - カロリーネ・フォン・ヴェントと結婚

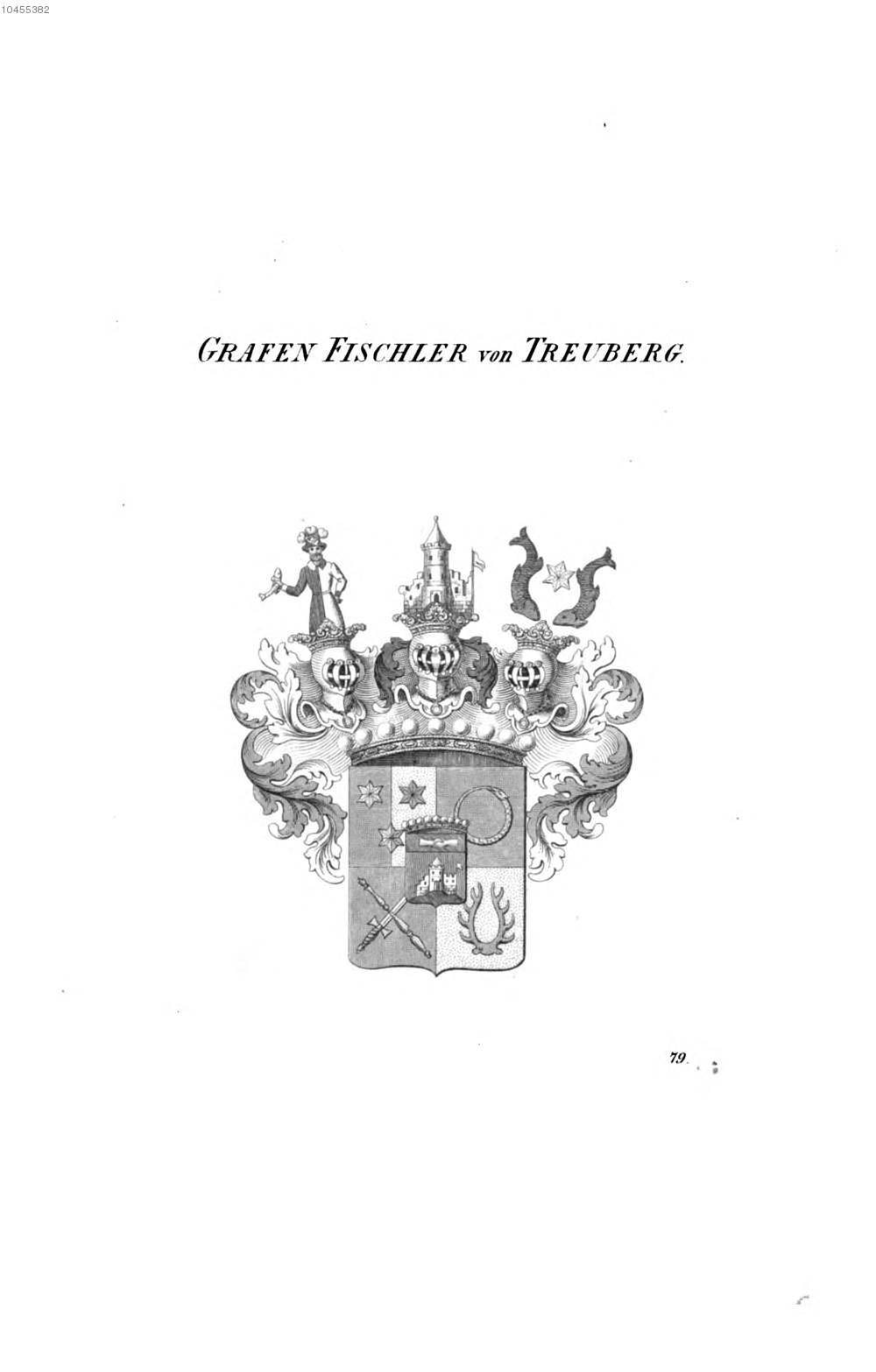
婚家トロイベルク伯爵家の紋章
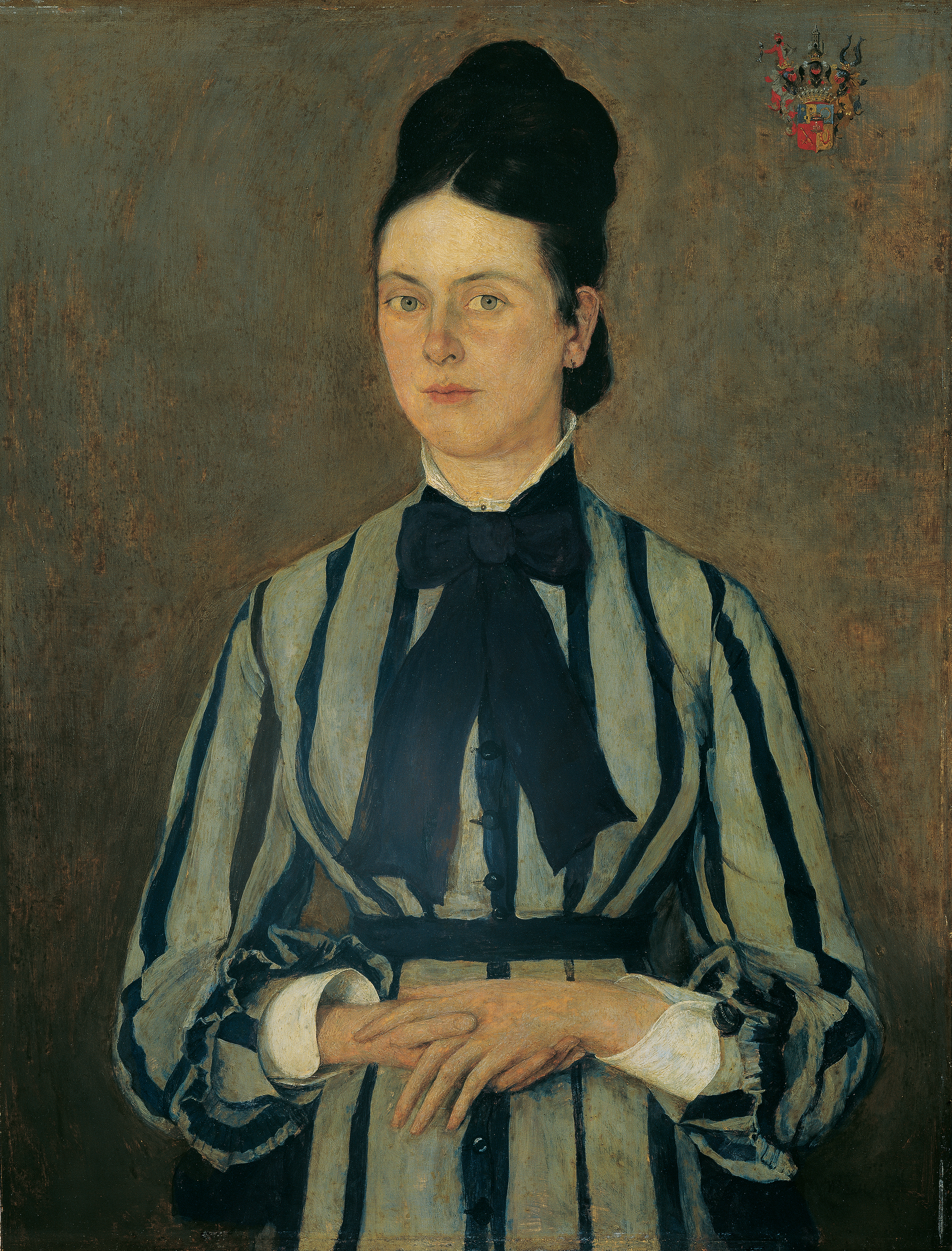
義理の娘ロジーネの肖像、W・ライブル画、1877年
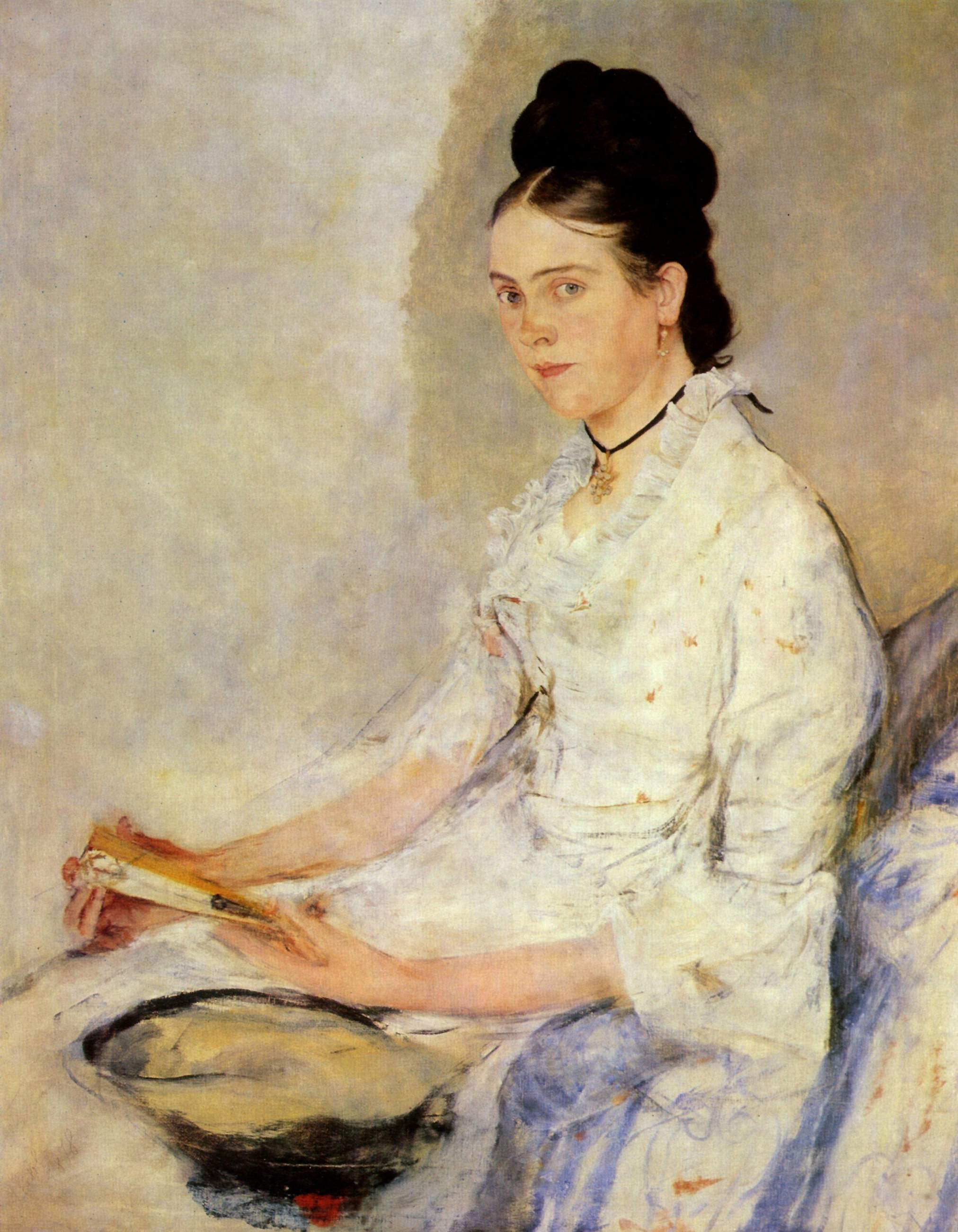
義理の娘ロジーネの肖像、W・ライブル画、1878年

## 引用
1. 1 2  Sousa 1972, Vol 2, p. 229.
2. ↑  Rangel 1928, p. 447.
3. ↑  Rodrigues 1975, Vol 4, p. 22.
4. ↑  Lira 1977, Vol 1, p. 276.